# Preferisco l'ascensore!
Preferisco l'ascensore! (Safety Last!) è un film statunitense del 1923 diretto da Fred C. Newmeyer e Sam Taylor e interpretato da Harold Lloyd.
Tra i film più famosi dell'attore comico, è noto anche per la scena in cui questi figura sospeso dalle lancette di un orologio a muro di un palazzo di Los Angeles, ritenuta iconica del cinema comico muto americano.
Nel 1994 fu tra i film scelti per la conservazione nel National Film Registry della Biblioteca del Congresso e dal 2001 figura al 97º posto della classifica dei cento migliori film horror e thriller americani di tutti i tempi.

## Trama
Harold trova un impiego in un negozio di vestiti ma fa credere alla sua ragazza di esserne il direttore. Un suo amico, in fuga da un poliziotto, si arrampica su un grattacielo e Harold è impressionato dalle sue capacità acrobatiche. Il negozio dove lavora cerca una trovata pubblicitaria e Harold dice al direttore che scalerà un grattacielo: in realtà ha intenzione di scalare i primi piani e farsi sostituire dall'amico per i successivi: i due si spartiranno i 1000 dollari di premio. Ma il poliziotto che lo seguiva ritrova l'amico di Harold, lo segue sul palazzo e quindi, impegnato a fuggire dal poliziotto, non può fare la scalata. Harold deve scalare tutto il palazzo; rischia realmente la vita ma riesce a salvarsi.

## Effetti speciali
Girare il film fu molto complicato, poiché all'epoca non c'erano mezzi adeguati per le scene acrobatiche. Grazie alla maestria dei tecnici, sembrò veramente che Lloyd si arrampicasse con sotto una strada trafficata. Quelle acrobazie erano molto pericolose, specialmente perché Lloyd avendo perso il pollice e l'indice destri in un incidente del 1919, usava una protesi-guanto: provò tuttavia le acrobazie sul serio e, nella scena dell'orologio, si disarticolò una spalla.

## Omaggi
Il film Ritorno al futuro cita la scena delle lancette. All'inizio è infatti mostrato un orologio con la figura di un uomo appeso ad una lancetta, scena ripresa nel finale con Doc Brown appeso all'orologio della Torre.
La stessa scena è citata nel film Hugo Cabret (Hugo) del 2011 in 3D di Martin Scorsese.